# The Chameleons
The Chameleons (дослівно англ. Хамелеони) — англійський пост-панковий гурт, заснований 1981 року в Мідлтоні, Великий Манчестер, Англія.

## Склад
Колектив складався із співака та басиста Марка Берджеса, гітариста Рега Смітеса, гітариста Дейва Філдинга та ударника Джона Левера (який замінив першого ударника Браяна Скофілда). Головний склад квартету деколи розширювався за рахунок клавішників Алістера Льюейта (Alistair Lewthwaite) й Енді Клега в 1980-х роках, а також ударника-вокаліста Kwasi Asante в період реорганізації колективу (також ударник Мартін Джексон ненадовго заміняв Левера в 1982-83 роках, коли останній був на творчому відпочинку).

## Дискографія

### Альбоми
- 1983: Script of the Bridge (Statik; записаний 1984 на MCA у США; перезаписаний 2008)
- 1985: What Does Anything Mean? Basically (Statik)
- 1986: Strange Times (Geffen) # 44 UK Albums Chart[2]
- 2000: Strip (Paradiso)
- 2001: Why Call It Anything? (Artful)
- 2002: This Never Ending Now (Paradiso)

### Концертні альбоми
- 1992: Tripping Dogs (Glass Pyramid)
- 1992: Here Today...Gone Tomorrow (Imaginary)
- 1993: Aufführung in Berlin (Imaginary)
- 1993: Free Trade Hall Rehearsal (Imaginary)
- 1996: Live at the Gallery Club Manchester (Visionary; перезаписаний 2001 на Cherry Red)
- 1996: Live Shreds (Cleopatra)
- 2002: Live (Paradiso)
- 2003: Live at the Academy (Paradiso)

### Збірки
- 1986: The Fan and the Bellows (Hybrid)
- 1990: John Peel Sessions (Strange Fruit)
- 1992: Here Today...Gone Tomorrow (Imaginary)
- 1993: The Radio 1 Evening Show Sessions (Nighttracks)
- 1993: Dali's Picture/Live in Berlin (Imaginary)
- 1994: Northern Songs (Bone Idol)
- 1997: Return of the Roughnecks: The Best of the Chameleons (2CD) (Dead Dead Good)

### Сингли та платівки
- 1982: "In Shreds"/"Less Than Human" (Epic)
- 1983: "Up the Down Escalator" (Statik)
- 1983: "Don't Fall" (Statik)
- 1983: "As High As You Can Go" (Statik)
- 1983: "A Person Isn't Safe Anywhere These Days" (Statik)
- 1985: "In Shreds"/"Nostalgia" [#11 UK Indie; Epic]
- 1985: "Singing Rule Britannia (While the Walls Close In)" [#2 UK Indie; Statik]
- 1986: The Wait Until Dark E.P.
- 1986: "Mad Jack" [Geffen]
- 1986: "Tears" [UK #85; Geffen]
- 1986: "Swamp Thing" [UK #82; Geffen]
- 1990: Tony Fletcher Walked on Water....La La La La La-La La-La-La (Glass Pyramid)